# Belgiens senat
Senatet (nederlandsk: De Belgische Senat, fransk: Le Sénat de Belgique, tysk: Der belgische Senat) er overhuset i Belgiens føderale parlament, som også omfatter Repræsentant-kammer, som er underhuset.

## Før 2014
Indtil 2014 havde Senatet 71 valgte medlemmer. De 40 medlemmer blev valgte gennem valgmænd. De næste 21 blev valgt af Belgiens tre sproglige parlamenter (flamsk, fransk og tysk). De sidste 10 blev udpeget af de 61 først valgte medlemmer af senatet.
Udover de 71 valgte senatorer, så var nogle repræsentanter for kongehuset fødte medlemmer af Senatet.